# (21825) Zhangyizhong
(21825) Zhangyizhong (1999 TR88) – planetoida z grupy pasa głównego asteroid okrążająca Słońce w ciągu 3,74 lat w średniej odległości 2,41 j.a. Odkryta 2 października 1999 roku.